# Estádio do Pacaembu
Estádio Municipal Paulo Machado de Carvalho, cunoscut pe larg ca Estádio do Pacaembu (pronunție în portugheză [isˈtadʒiu du pakaẽˈbu]) este un stadion de fotbal din São Paulo. El a fost deschis pe 27 aprilie 1940, în prezența președintelui brazilian Getúlio Vargas, intervenientului Adhemar de Barros și a primarului de São Paulo Prestes Maia. Stadionul are capacitatea de 37.952 de locuri, iar terenul are dimensiunile de 104 m lungime pe 70 m lățime.
Stadionul a fost denumit în cinstea lui Paulo Machado de Carvalho, șeful delegației braziliene la Campionatul Mondial de Fotbal 1958, fondator al Rede Record (una din cele mai mari rețele de televiziune din Brazilia), și care a fost cunoscut ca "Marechal da Vitória" (Mareșalul Victoriei).

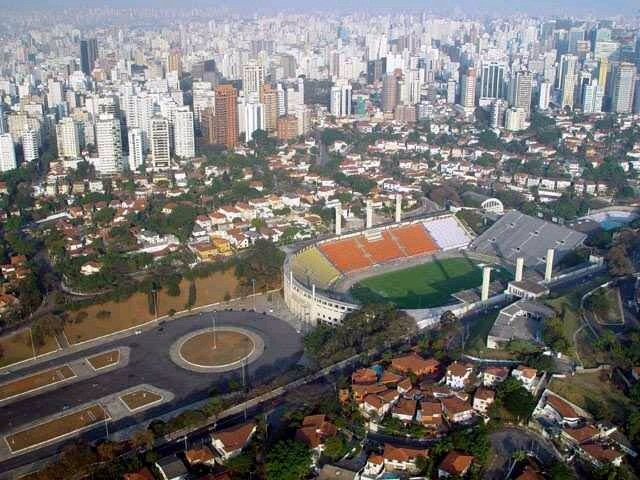

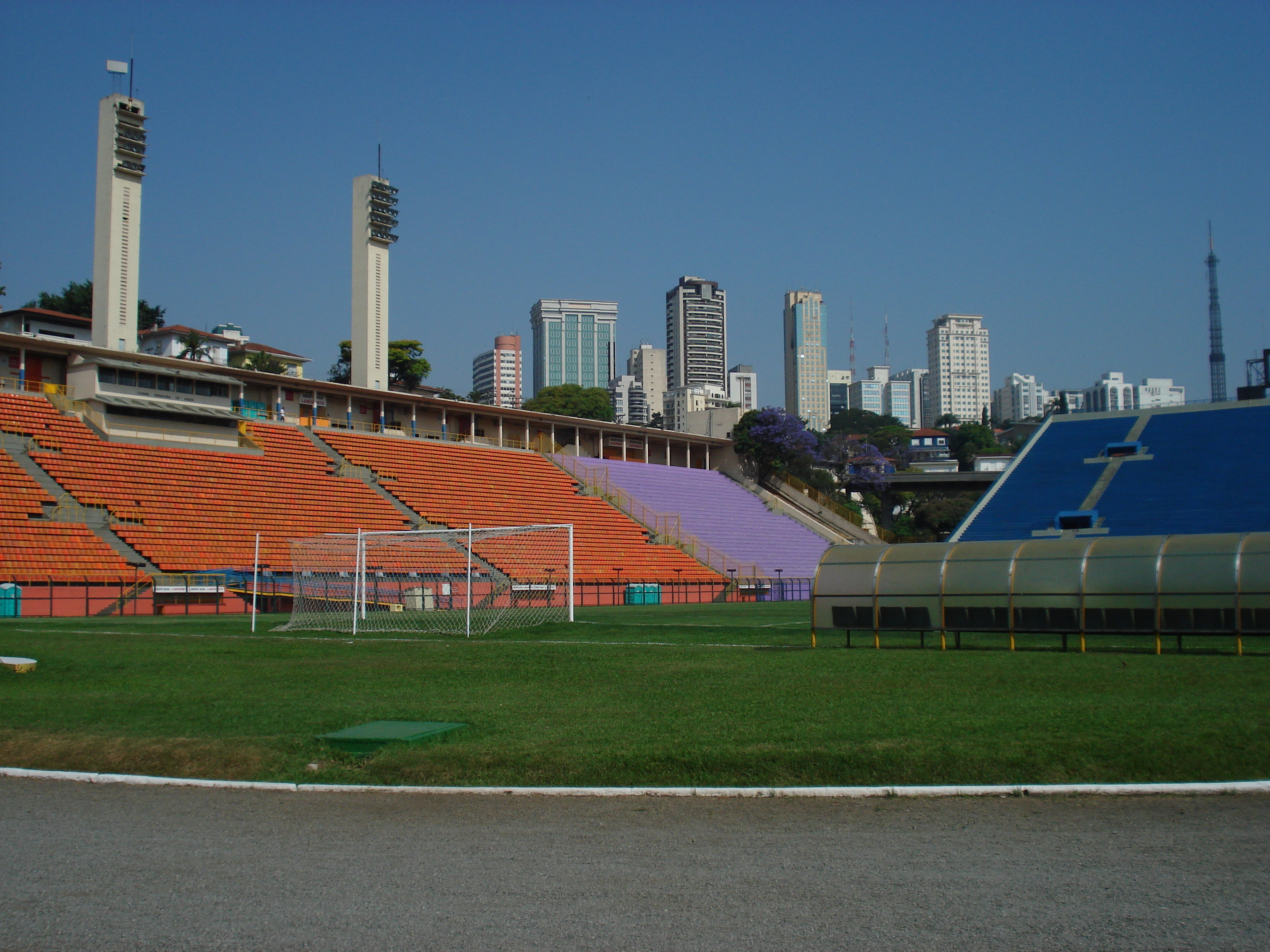

## Campionatul Mondial de Fotbal 1950
Câteva meciuri de la campionatul Mondial de Fotbal 1950 s-au jucat pe Estádio do Pacaembu, printre care:
| Data       | Ora (UTC-03) | Echipa #1 | Rezultat | Echipa #2 | Runda        | Spectatori |
| ---------- | ------------ | --------- | -------- | --------- | ------------ | ---------- |
| 1950-06-25 | 15.00        | Suedia    | 3–2      | Italia    | Grupa 3      | ~50,000    |
| 1950-06-28 | 15.00        | Brazilia  | 2–2      | Elveția   | Grupa 1      | ~42,000    |
| 1950-07-02 | 15.00        | Italia    | 2–0      | Paraguay  | Grupa 3      | ~26,000    |
| 1950-07-09 | 15.00        | Uruguay   | 2–2      | Spania    | Runda finală | ~44,000    |
| 1950-07-13 | 15.00        | Uruguay   | 3–2      | Suedia    | Runda finală | ~8,000     |
| 1950-07-16 | 15.00        | Suedia    | 3–1      | Spania    | Runda finală | ~11,000    |

## Concerte

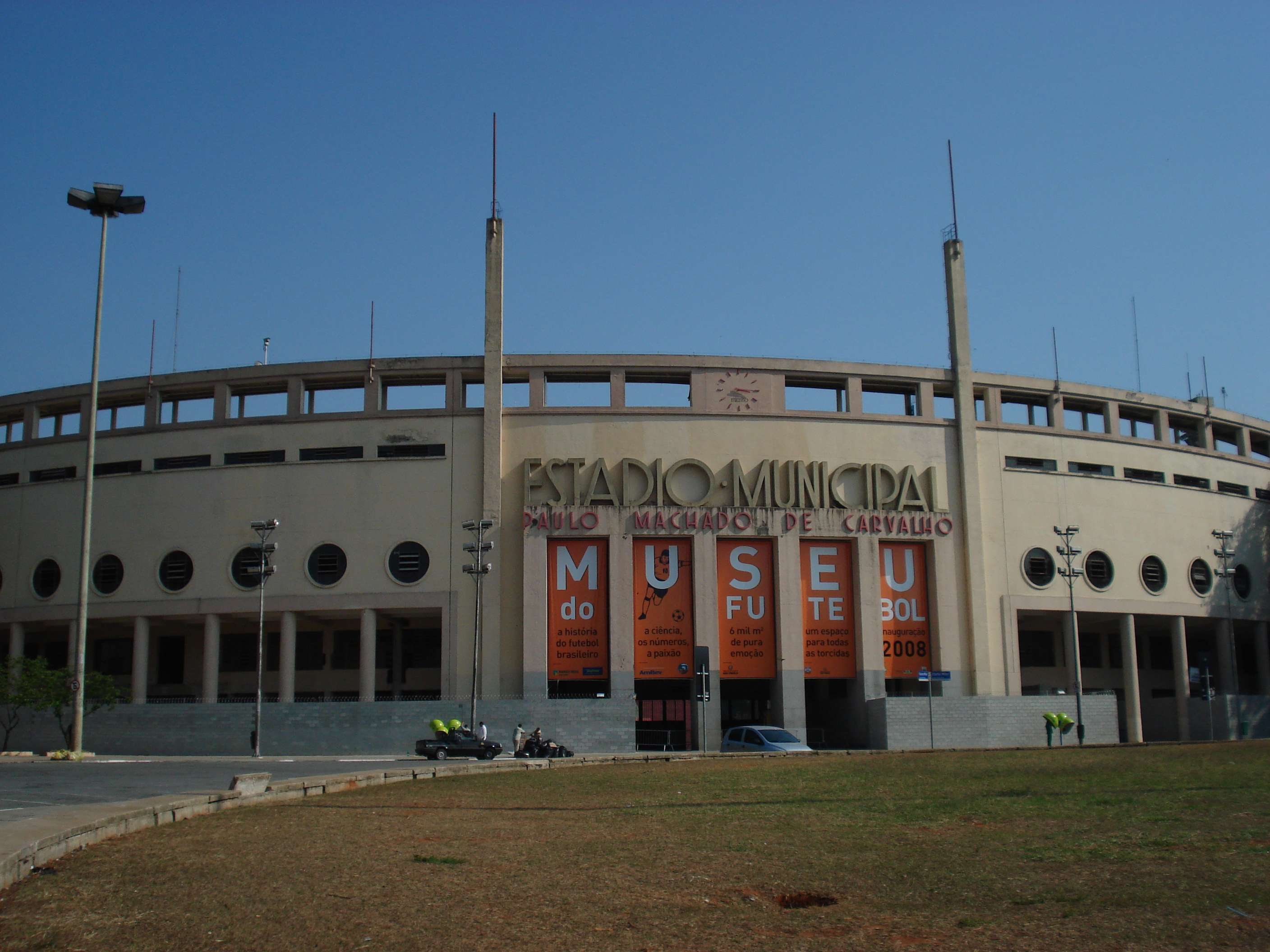

- Pe 27, 28 și 30 ianuarie 1995, Rolling Stones a susținut trei concerte cu casele închise pe Pacaembu, cu un total de audiență de 170.000 de persoane.
- Pe 26 noiembrie 1995, Elton John a evoluat în fața a 40.000 de fani.
- Red Hot Chili Peppers a evoluat pe stadion în 2002 în cadrul turneului By The Way Tour.
- În 2005 Avril Lavigne, în cadrul turneului Bonez Tour a evoluat aici în fața a 40.000 de fani.
- Cântărețul brazilian Roberto Carlos a evoluat pe stadion într-un concert din 2001.
- Formația heavy metal Iron Maiden a evoluat de două ori pe stadion: în 1996 și 2004.

## Muzeul
Pe 29 septembrie 2008, aici a fost inaugurat Museu do Futebol (Museul Fotbalului). El a fost creat pentru a relata istoria fotbalului brazilian. Muzeul cu o suprafață de 6900 m2 a costat 32.5 milioane de R$, și se află sub tribunele stadionului. 680 de muncitori angajați pentru a construi muzeul, au terminat construcția sa în 13 luni.